# María Cruz Díaz Álvarez
María Cruz Díaz Álvarez (Madrid) es una profesora, investigadora e ingeniera agrónoma española.  Fue presidenta de la Asociación Mundial de Ingenieros Agrónomos y en 2024 se convirtió en la segunda mujer en presidir el Instituto de la Ingeniería de España (IIE).

## Trayectoria
Estudió la carrera de Ingeniería Agrónoma con la especialidad de zootecnia en la Universidad Politécnica de Madrid (UPM) y obtuvo el título de doctora Ingeniera Agrónoma en la misma universidad. Entre 1988 y 2017, fue profesora titular en el departamento de edafología de la UPM.  En ese mismo centro, y en colaboración con universidades de Colombia, Brasil, Venezuela y Argentina, codirigió el Máster Internacional de Tecnología Agroambiental.
Entre 2005 y 2012, fue vicerrectora de Ordenación Académica de la Universidad Internacional Menéndez Pelayo y responsable de los cursos de verano en La Magdalena, en Santander. También ha sido profesora visitante en centros como la Universidad Politécnica Salesiana de Cuenca (Ecuador) e impartido formaciones en el Centro de Estudios y Experimentación de Obras Públicas (CEDEX).
De 2006 a 2018, fue decana del Colegio Oficial de Ingenieros Agrónomos de Centro y Canarias, siendo la primera mujer en ostentar dicho cargo desde que en 1953 se creara este colegio profesional. De forma paralela, entre los años 2008 y 2016, fue presidenta de la Asociación Mundial de Ingenieros Agrónomos.  También se convirtió en presidenta de la Asociación Nacional de Ingenieros Agrónomos, del Comité INGENIA del Instituto de la Ingeniería de España y en vicepresidenta de la Fundación Academia Mundial de los Ingenieros Agrónomos y Forestales.
Desde junio de 2024, es presidenta del Instituto de la Ingeniería de España (IIE), entidad sin ánimo de lucro fundada en 1905 para fomentar y contribuir al progreso de la Ingeniería en España y que agrupa nueve asociaciones de ingeniería integrando a más de 100.000 asociados de las diversas especialidades que la constituye.
En su faceta de investigadora, ha participado en proyectos en España y Latinoamérica sobre climatología, conservación, manejo de suelos ácidos, reparación de suelos degradados y predicción de cosechas.

## Reconocimientos
En 2017, la Unión Interprofesional de la Comunidad de Madrid (UICM) galardonó a María Cruz Díaz Álvarez con el II Premio UICM por impulsar la figura de la mujer en la labor que realizan los colegios profesionales.

## Obra
- 1989 – Agricultura y medio ambiente. Con Soledad Garrido Valero y Rosa Hidalgo González. Centro de Publicaciones, Ministerio de Obras Públicas y Urbanismo. ISBN 84-7433-558-2.[11]
- 1989 – Contaminación agraria difusa. Con Soledad Garrido Valero y Rosa Hidalgo González. Centro de Publicaciones, Ministerio de Obras Públicas y Urbanismo. ISBN 84-7433-628-7.[12]